# Brodła (potok)
Brodła – potok, lewostronny dopływ potoku Regulka o długości 7,64 km. W niektórych źródłach opisywany jest jako potok Brodłówka.
Wypływa po północno-wschodniej stronie zabudowań Alwerni na wysokości 308 m n.p.m. Spływa przez miejscowości Poręba Żegoty, Brodła i Okleśna, początkowo w kierunku południowym, potem południowo-zachodnim, w końcu zachodnim. Płynie po terenie równinnym, silnie meandrując. Tuż przed ujściem do Regulki wybudowano tamę wodną. Wskutek wybudowania tamy powstał przed nią Zalew Skowronek. Stał się on największym zimowiskiem ptaków na Wiśle. Po przepłynięciu przez turbiny elektrowni wody potoku Brodła płyną jeszcze krótkim korytem o długości 80 m i na wysokości 229 m uchodzą do Regulki.
W obrębie wsi Brodła potok przerżnął się przez wapienne skały, w wyniku czego na lewych zboczach powstały strome ściany i skały zwane Gaudynowskimi Skałami. Ich wysokość dochodzi do 20 m. Zlewnia potoku znajduje się w dwóch mezoregionach geograficznych; w Dolinie Górnej Wisły i Garbie Tenczyńskim. Na części swojego górnego biegu potok tworzy granicę między tymi mezoregionami.